# 80'erne
|  | For årtiet i det 20. århundrede, se 1980'erne. |
Århundreder: 1. århundrede f.Kr. – 1. århundrede – 2. århundrede
Årtier: 30'erne 40'erne 50'erne 60'erne 70'erne – 80'erne – 90'erne 100'erne 110'erne 120'erne 130'erne
År: 80 81 82 83 84 85 86 87 88 89